# Prokopp Gyula (levéltáros)
Prokopp Gyula (Esztergom, 1903. május 19. - Esztergom, 1983. augusztus 13.) levéltáros.

## Családja és származása
Apja dr. Prokopp Gyula (1860–1925) esztergomi ügyvéd, az Esztergom és vidéke lap kiadója és tulajdonosa, főszerkesztője, majd városi főügyész, anyja Brenner Irma (1868-1952). Apai nagyszülei Prokopp János (1825-1894) városi és érseki építész és Trenker Amália (1837-1900) voltak. Anyai nagyszülei Brenner József (1835-1913) esztergomi fűszer -és gyarmatáru kereskedő, a "Vörös Rák" üzletház vezetője, és Nitter Róza (1843–1931) voltak.
Brenner Józsefné Nitter Róza szülei Nitter Ferenc (1800-1885), fűszerkereskedő, Esztergom városi tanácsosa, az Esztergomi Takarékpénztár igazgatója és Magyar Róza voltak. Brenner József szülei Brenner Károly (1802–1866) esztergomi vendéglős, és Pachl Alojzia (1817–1849) voltak.
Anyai nagybátyja dr. vitéz Bánomy (Brenner) Antal (1883–1966), Esztergom városa gazdasági tanácsnoka, polgármester-helyettese, főjegyzője, jogász. Brenner Józsefnek az elsőfokú unokatestvére Lakner Alojzia (1810–1879), akinek a férje Schandl János (1799–1881), Győr szabad királyi város képviselője az 1848-as szabadságharc alatt, Győr város tanácsosa, győri bérháztulajdonos, gyümölcs- és gabonakereskedő, kasznár, dunaszentpáli földbirtokos.

## Élete
A bencés gimnáziumban érettségizett, majd Budapesten a Pázmány Péter Tudományegyetemen jogot hallgatott. 1925-1926-ban a bécsi Collegium Hungaricum ösztöndíjasa lett. 1926-tól jogi doktor. 1926-1927 között ügyvédjelölt volt Esztergomban, majd bírói vizsgát tett és Székesfehérvárott lett joggyakornok. 1928-tól a budapesti büntető, majd a pestvidéki törvényszék joggyakornoka. 1935-ben megnősült, a királyi ítélőtáblán jegyző, majd titkár lett. 1937. év végén Esztergomban lett járásbíró. 1942-ben behívták Székesfehérvárra újoncképzésre. 1943 nyarán a székesfehérvári honvéd ügyészségnél szolgált. 1944. július. 20-án behívták katonai szolgálatra, december 9-ig az orosz fronton volt.
Hazatérve járásbíró lett Esztergomban, majd 1950. év végén létszámcsökkentésre hivatkozva nyugdíjazták. 1951-ben rövid ideig üzemi jogtanácsos, majd az év végén a városi levéltárban lett leltározó.
1943-tól a Balassa Bálint Múzeum félmunkaidős teremőre. Ekkor kezdte tudományos munkásságát. 1957-től félmunkaidőben prímási levéltáros. 1978-1979 között főlevéltáros. Feldolgozta és az Országos Levéltárban restauráltatta a középkori okleveleket, illetve rendezte az Ipolyi-gyűjtemény leveleit.
Lánya Prokopp Mária (1939) művészettörténész, egyetemi tanár.

## Művei
- 1981 Az esztergomi „királyi város” a 18. században.
- 1983 Régi esztergomiak. Esztergom Évlapjai.

Cikkei a Vigiliában, Levéltári Közleményekben, Építés és építészettudományban és a Levéltári Szemlében jelentek meg.